# Giuliano da Maiano

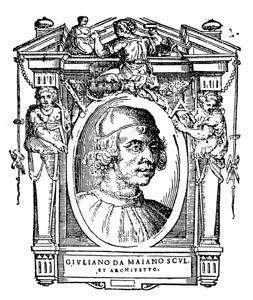
Retrato de Giulano da Maiano en Le vite de Vasari.

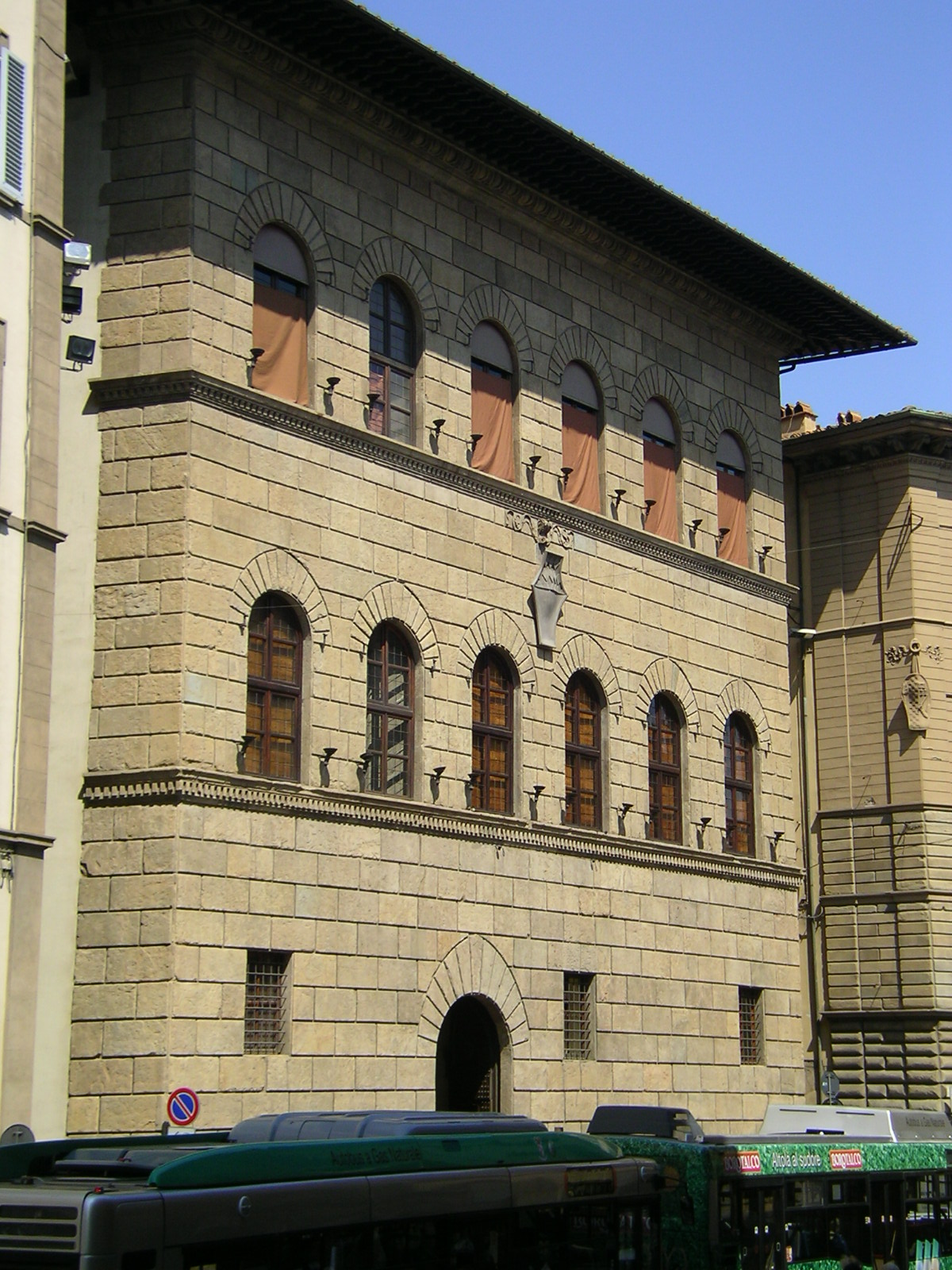
Palazzo Antinori.

Giuliano di Leonardo d'Antonio o Giuliano da Maiano (Maiano;  1432 - Nápoles; 1490) fue un  arquitecto, decorador  y taraceador del Renacimiento italiano.
Nacido en el pueblo de Maiano (cerca de  Fiesole), tuvo como hermano mayor a Benedetto da Maiano.

Giuliano fue muy influido por Filippo Brunelleschi y Leon Battista Alberti. Trabajó primero en Florencia y luego en Siena, Faenza y Nápoles. Fue uno de los principales arquitectos que supieron difundir el llamado gusto florentino por la mayor parte de Italia e incluso otros países.

En sus diseños de elegantes líneas y clara sencillez no obstante el lujo (que se hace notar en el uso y tratamiento de materiales), frecuentemente tuvo la inspiración en las villas romanas de la Antigüedad. Ejemplo destacado, paradigmático para los arquitectos del siglo XVI, fue su villa de Poggioreale, abierta alrededor de un amplio patio porticado que de este modo resulta ser el núcleo central del edificio.

## Obra
En Las Vidas de los más excelentes arquitectos, pintores y escultores italianos desde Cimabue a nuestros tiempos, Vasari nos cuenta que Giuliano fue llamado por el rey Alfonso (Alfonso ll de Calabria), para quien ejecutó diversas obras escultóricas y arquitectónicas; entre éstas se encuentran: en la sala principal del Castillo de Nápoles una puerta labrada por dentro y por fuera con escenas en bajorrelieve y la puerta de mármol del castillo caracterizada por ser de orden corintio cargado por infinidad de figuras. La puerta Capovana la labró en mármol colándole una gran cantidad de trofeos, lo cual agracio mucho al rey.
También el rey le encargó una puerta cerca del castillo con 80 figuras, sin embargo, Giuliano murió dejando la obra incompleta.

## Galería de imágenes

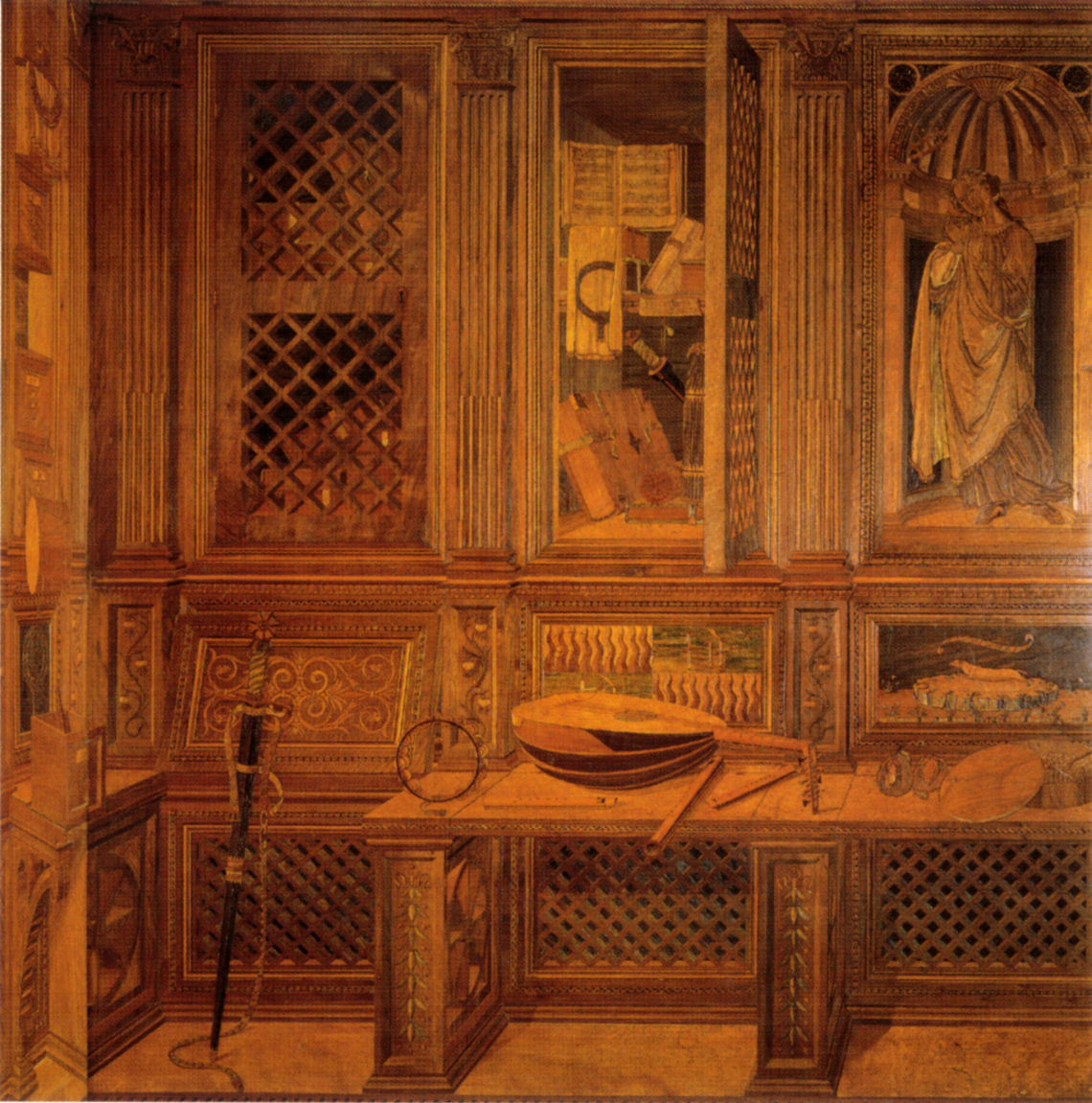
Studiolo de Federico de Montefeltro en Urbino,1473-1476. Entre los artistas a los que se atribuye, está Giuliano da Maiano, y en cuanto al diseño, Botticelli, Francesco di Giorgio Martini y el joven Donato Bramante.
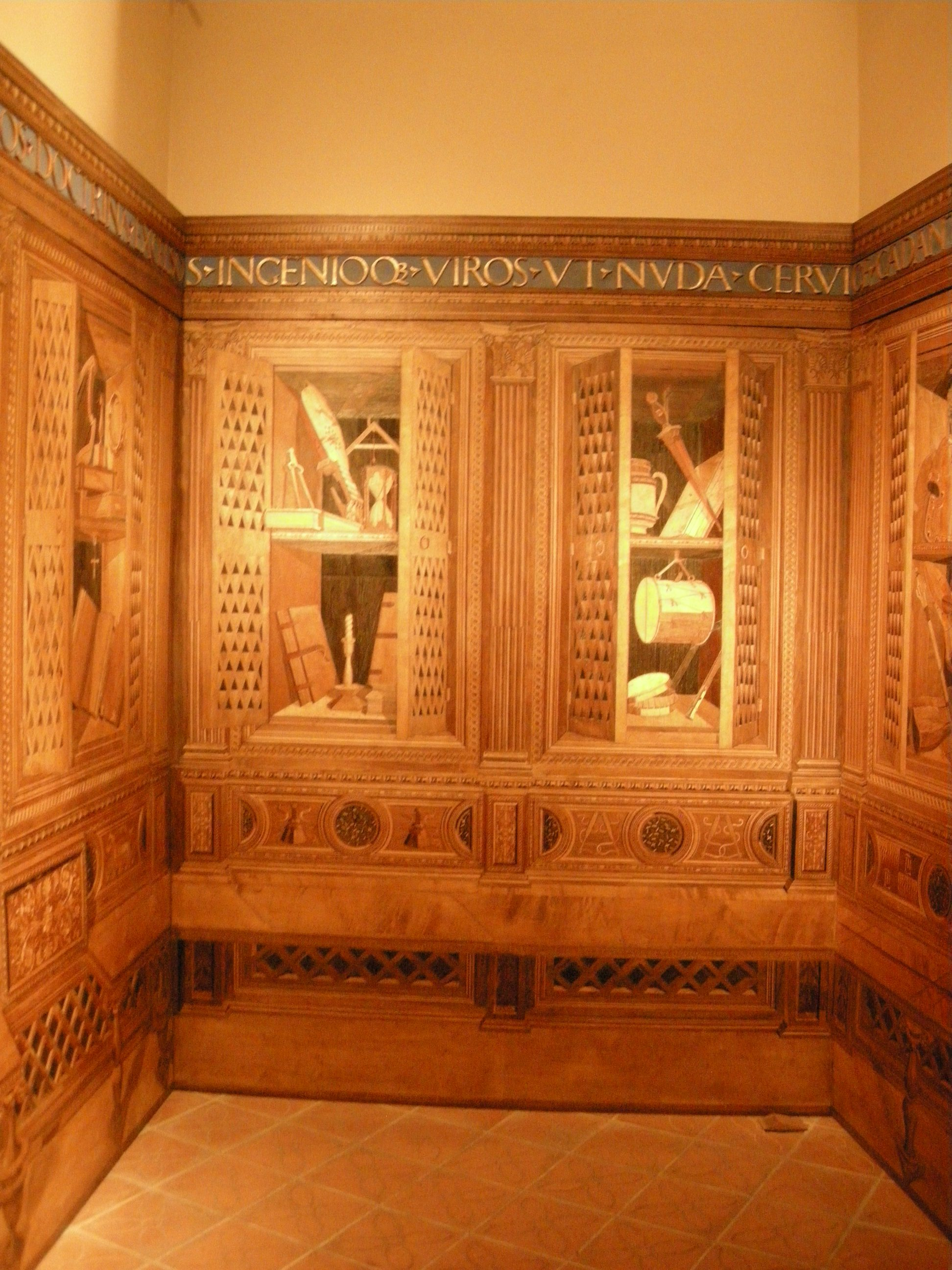
Studiolo de Guidobaldo de Montefeltro en Gubbio, 1479-1482. Atribuido a distintos artistas del taller del mismo Giuliano da Maiano, y en cuanto al diseño, a Francesco di Giorgio.
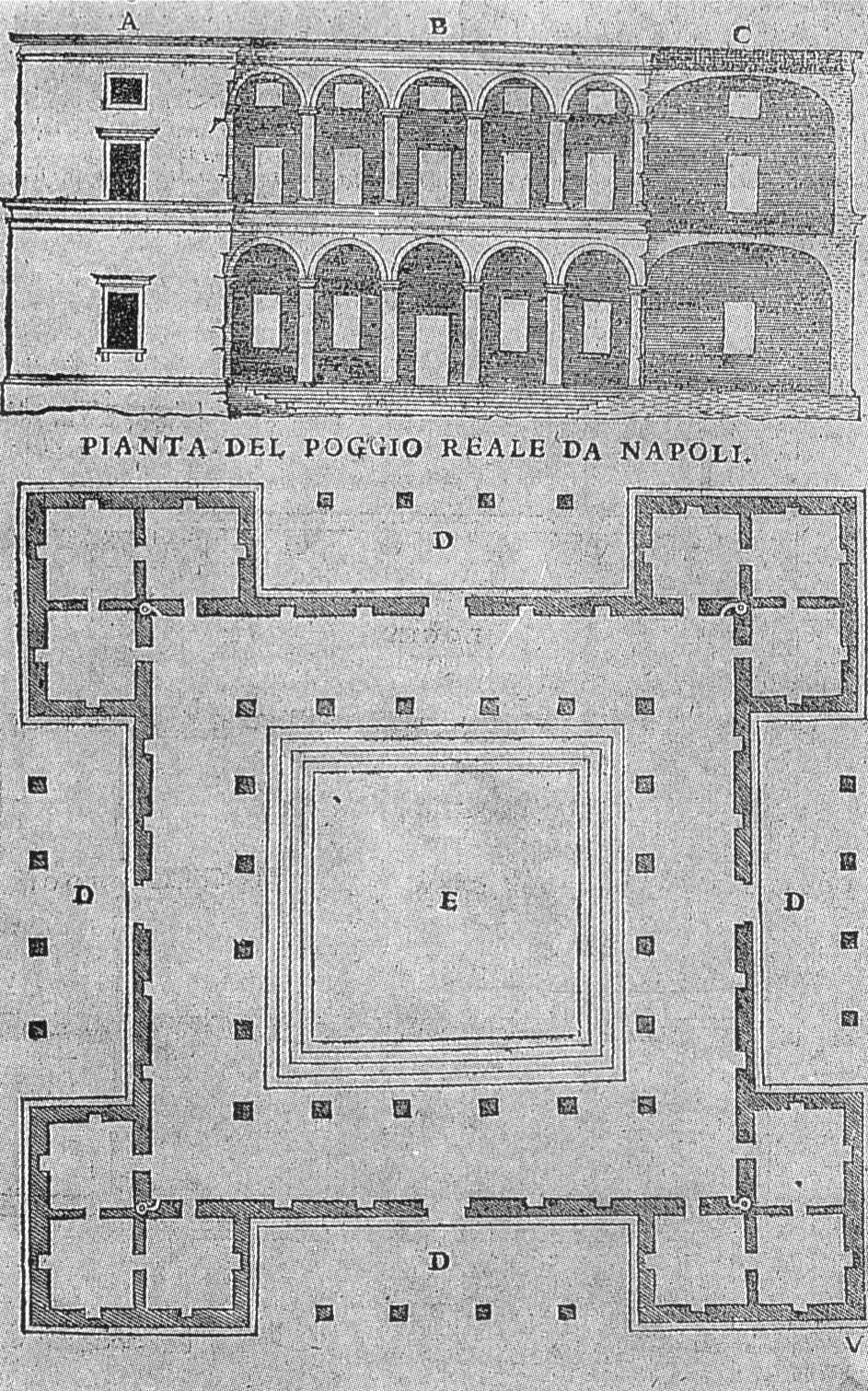
Planta de la villa de Poggioreale en el Tratado de Serlio.